# Привокзальный (Московская область)
Привокза́льный — бывший рабочий посёлок, ныне микрорайон города Волоколамска Московской области, Россия.

## География
Протекает река Лама.

## История
Возник в начале XX века как посёлок при железнодорожной станции Волоколамск, расположенной в 6 км к югу от самого города.
В 1936—1965 годах — центр Привокзального сельсовета.
В 1965 году получил статус посёлка городского типа. В 2003 году включён в черту города Волоколамска.

## Население
| 1970 | 1979  | 1989  | 2002  |
| ---- | ----- | ----- | ----- |
| 5401 | ↗5605 | ↗5801 | ↘3647 |

## Инфраструктура
Промышленность представлена предприятиями железнодорожного транспорта и кирпичным заводом.
Путевое хозяйство Московской железной дороги. Действует железнодорожная станция Волоколамск.

## Транспорт
Автомобильный и железнодорожный транспорт.